# بابلو دانيال إسكوبار
بابلو دانيال إسكوبار (بالإسبانية: Pablo Daniel Escobar)‏ (12 يوليو 1978 بأسونسيون في باراغواي - ) هو لاعب كرة قدم بوليفي وباراغواياني في مركز الوسط. شارك مع منتخب بوليفيا لكرة القدم. أما مع النوادي، فقد لعب مع أوليمبيا أسونسيون وبوتافوغو ريغاتاس وخميناسيا خوخوي وذي سترونغيست وسانتو أندريه وسيرو بورتينيو ونادي بونتي بريتا ونادي ديبورتيفو سان خوسي ونادي بوتافوغو اس بي ونادي ميراسول وIpatinga Futebol Clube ‏.

## روابط خارجية
- بابلو دانيال إسكوبار على موقع قاعدة بيانات كرة القدم.إي يو (الإنجليزية)
- بابلو دانيال إسكوبار على موقع ناشيونال فوتبول تيمز (الإنجليزية)
- بابلو دانيال إسكوبار على موقع Soccerway.com (الإنجليزية)
- بابلو دانيال إسكوبار على موقع AS.com (الإسبانية)